# Baba Yaga
Baba Yaga er en hekse-lignende kvinde, der optræder i gamle slaviske folke-fortællinger. Hun skulle siges at stjæle børn, men hun skulle også være meget klog, og folk opsøgte hende for at få gode råd.
Hendes hus skulle efter sigende stå på kyllingeben.
Hun var frygtet i de slaviske lande, og der findes vers om, hvordan man undgår, at hun stjæler ens børn, ved at barrikadere ens hus.
Baba Yaga kendes også fra forskellige film, heriblandt Bartok den Fantastiske, hvor flagermusen Bartok skal redde Ruslands unge Zar fra heksen.